# 5K (разрешение)

Сравнение разрешений для соотношения сторон 16:9

5K — обозначение разрешающей способности в цифровом кинематографе и компьютерной графике, приблизительно соответствующее 5000 пикселей по горизонтали.

## Описание
По информационной ёмкости разрешение 5K превосходит стандарт 4K на 77 % и является в 7 раз больше, чем стандарт FullHD (1080p).
Формат разрешения 5K является немного упрощённым, менее ресурсоёмким и соответственно более удешевлённым вариантом стандарта разрешения 6K (3240р — 6144х3240), который в свою очередь является переходной ступенькой между стандартами высокой четкости 4K и 8K.
И видео в стандарте 6К можно воспроизводить на продуктах (телевизорах и мониторах) изготовленных в упрощённых стандартах разрешения 5K.

## Разрешение
| Разрешение, пикселей | Соотношение сторон | Всего пикселей |
| -------------------- | ------------------ | -------------- |
| 5120 × 2160          | 64:27 (≈21:9)      | 11 059 200     |
| 5120 × 2700          | ~1,896:1 (~17:9)   | 13 824 000     |
| 5120 × 2880          | 16:9               | 14 745 600     |
| 5120 × 3840          | 4:3                | 19 660 800     |
| 5280 × 2160          | 2,44:1 (22:9)      | 11 404 800     |

## Устройства

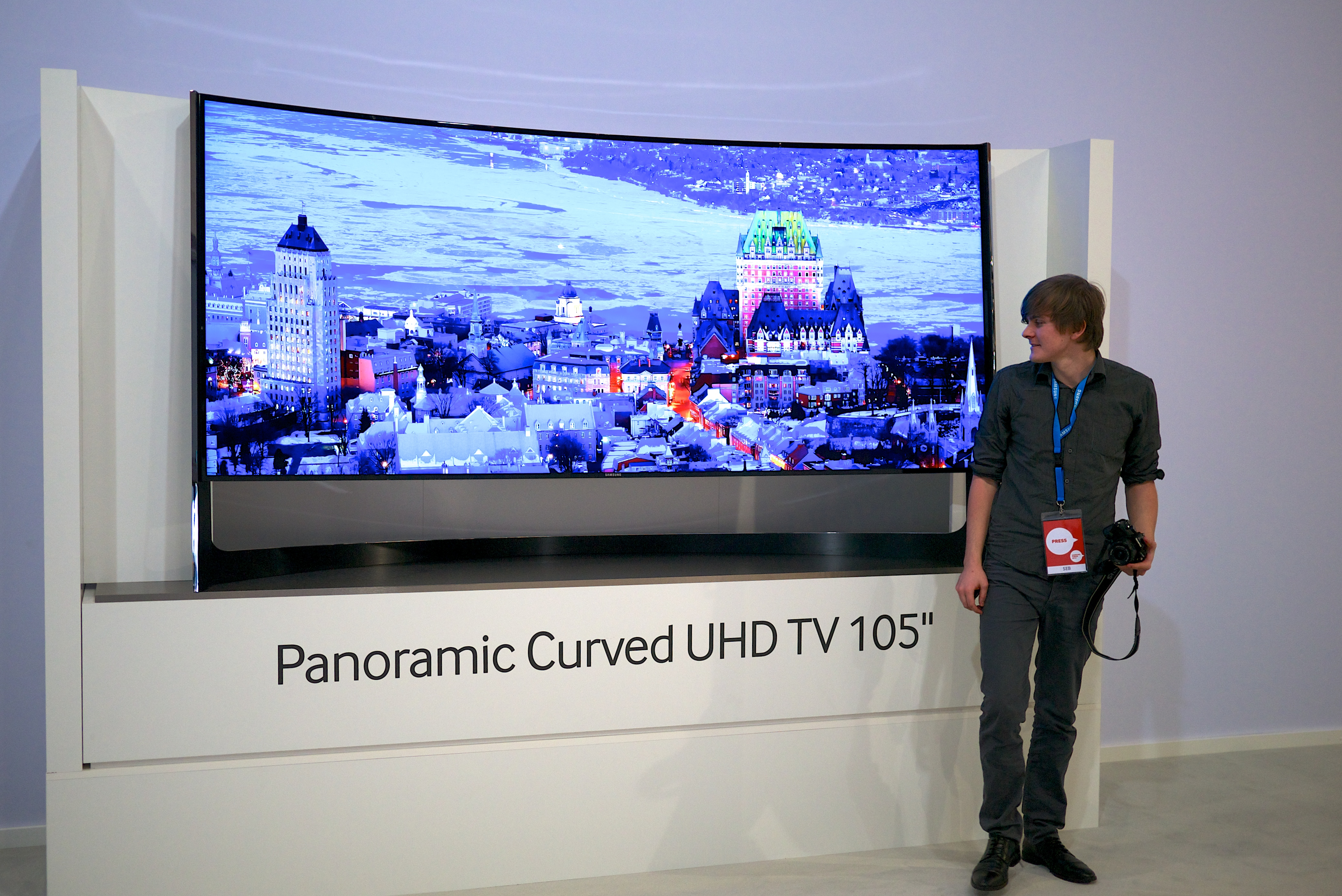
Samsung 105 inch Ultra HD television

### Телевизоры
- На CES 2014 Toshiba показала телевизор с разрешением 5120 x 2160 пикселей (21:9), назвав его 5K Extra Wide Ultra HD[2].
- LG Ultra HD 105-дюймовый телевизор (модель 105UC9) с разрешением 5K (5120 x 2160)[3].
- Samsung UN105S9 105 inch Ultra HD television.

### Мониторы

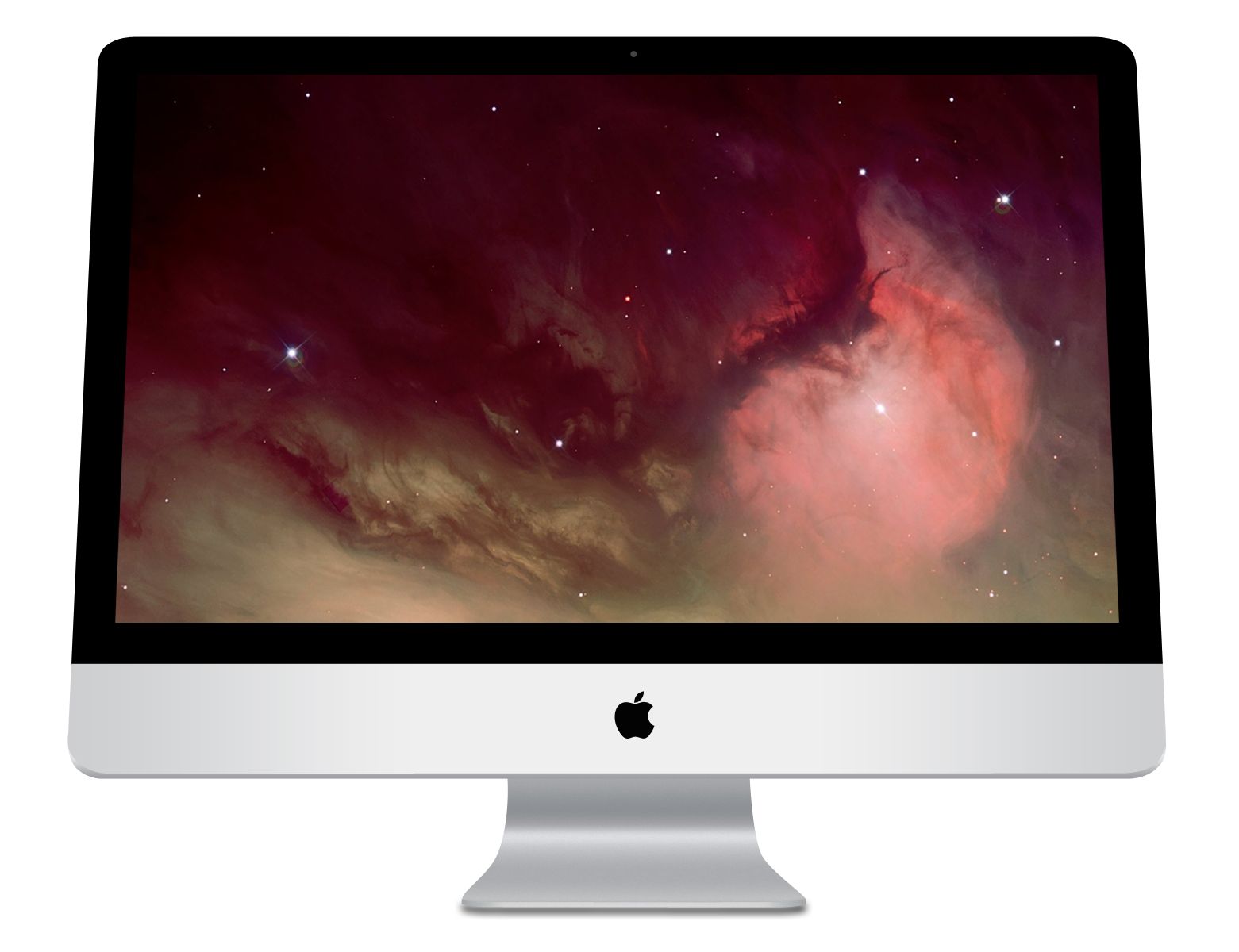
Apple iMac with Retina 5K display (2014 года)

- Apple iMac Retina 5K (2014) — моноблок-компьютер с первым 27-дюймовым монитором в разрешении 5120 x 2880 пикселей (соотношение сторон 16:9)[4].
- Apple Studio Display (2022) — 27-дюймовый монитор с разрешением 5120 x 2880 пикселей (соотношение сторон 16:9)[5][6].
- Asus ROG[англ.] Strix XG49WCR (2023) — 49-дюймовый игровой монитор с разрешением 5120 × 1440 пикселей (соотношение сторон 32:9)[7].
- Dell UltraSharp UP2715K Monitor (2015) — 27-дюймовый монитор с разрешением 5120 x 2880 пикселей (16:9)[8][9].
- LG UltraFine 27MD5KL (2019) — 27-дюймовый монитор с разрешением 5120 × 2880 пикселей (16:9)[10].
- Samsung ViewFinity S9 (2023) — 27-дюймовый монитор с разрешением 5120 × 2880 пикселей (16:9)[11].

### Камеры
- RED EPIC MYSTERIUM-X с разрешением 5120 x 2700 пикселей (~1,896:1)[12].
- IndigoVision Ultra 5K Fixed Camera с разрешением 5120 x 3840 пикселей (4:3)[13].

## Стандарты YouTube
Лидер рынка видеохостинга YouTube для видео с соотношением сторон 16:9 рекомендует использовать следующие разрешения:
- 4320p (8K): 7680 x 4320
- 2160p (4K): 3840 x 2160
- 1440p (2K): 2560 x 1440
- 1080p (HD): 1920 x 1080
- 720p (HD): 1280 x 720
- 480p (SD): 854 x 480
- 360p (SD): 640 x 360
- 240p (SD): 426 x 240

С 2022 года на платформе постепенно прекращается поддержка воспроизведения видео в разрешениях между 4K и 8K. Например, разрешение 5K может быть больше не доступно.